# Rosentetra
Rosentetra (Hyphessobrycon rosaceus) är en fiskart som beskrevs av Durbin, 1909. Rosentetra ingår i släktet Hyphessobrycon och familjen Characidae. Inga underarter finns listade i Catalogue of Life.